# Trichodectes canis
Trichodectes canis är en insektsart som först beskrevs av De Geer 1778.  Trichodectes canis ingår i släktet Trichodectes och familjen pälslöss. Inga underarter finns listade i Catalogue of Life.